# Maki Asakawa
Maki Asakawa (Japans: 浅川 マキ, Asakawa Maki) (Mikawa, 27 januari 1942 - Nagoya, 17 januari 2010) was een Japanse jazz- en blueszangeres, liedjesschrijver en componist.
Beïnvloed door Mahalia Jackson en Billie Holiday begon Maki Asakawa haar loopbaan als zangeres in clubs en door op te treden op Amerikaanse legerbases. In 1967 bracht ze haar eerste plaatje uit, de ep "Tokyo Banka/Amen Jiro". Ze kreeg grotere bekendheid door haar deelname aan concerten die georganiseerd waren door de schrijver en filmregisseur Shūji Terayama en kort daarop sloot ze een contract met Toshiba (tegenwoordig EMI Music Japan), waarna enkele populaire liedjes uitkwamen ("Yo ga Aketara" en "Kamome") en een album ("Asakawa Maki no Sekai", 1970). Voor een film van Shūji Terayama, "Sho o Suteyo, Machi e Deyō" (1971) schreef ze de filmmuziek: ook had ze hierin een bijrol. In de jaren erna, tot het eind van de jaren negentig, bracht ze zo'n dertig platen uit. Hieronder bevonden zich ook Japanse versies van Amerikaanse traditionele folk en blues, zoals het nummer "House of the Rising Sun". Ze schreef en componeerde en werkte samen met onder meer Yosuke Yamashita en Ryuichi Sakamoto. Ze trad op tot de dag van haar overlijden. Maki Asakawa werd gevonden in haar hotelkamer: ze was overleden aan de gevolgen van hartfalen.
- CiNii: DA11244914
- Gemeinsame Normdatei: 1185992235
- International Standard Name Identifier: 0000 0000 2538 5032
- Library of Congress Control Number: n85315856
- MusicBrainz: 2d16719b-d1c2-4b0e-a7cf-8d10567aa4aa
- Bibliotheek van het Japanse parlement: 00148474
- Réseau des bibliothèques de Suisse occidentale: 02-A026554305
- Système universitaire de documentation: 24381934X
- Virtual International Authority File: 263059094
- WorldCat: E39PBJrm88pGf3GbpDGtdxG4MP